# Cloquet Valley State Forest
La Cloquet Valley State Forest est une aire protégée américaine dans le comté de Saint Louis, au Minnesota. Elle s'étire sur 327 098 acres (1 323,7 km2), dont 48 384 acres (195,8 km2) sont des terres forestières administrées par le Minnesota Department of Natural Resources.
Située à 20 miles (32 km) du nord de Duluth, elle s'étend sur une partie du comté de Saint-Louis, et comprend la rivière de Cloquet, qui lui a donné son nom.
En revanche, la ville de Cloquet se situe quant à elle dans le comté adjacent de Carlton.